# Jahrgangsgemischte Eingangsstufe
Die jahrgangsgemischte Eingangsstufe ist im deutschsprachigen Raum eine schulische Organisationsform, in der Schüler zu gleichen Teilen aus den Klassen 1 und 2 als jahrgangsübergreifende Lerngruppe gemeinsam unterrichtet werden. In der Regel dauert die Teilnahme an der Eingangsstufe zwei Jahre, kann aber im Einzelfall ein oder drei Jahre betragen.
Innerhalb der jahrgangsgemischten Eingangsstufen kann, mit Bezug auf die internationale Sicht, zwischen drei Organisationsformen unterschieden werden. Simon Veenman unterscheidet zwischen „multi-grade classrooms“ und „non-graded classrooms“. Die erste Organisationsform begründet die Zusammenlegung der Jahrgänge aus organisatorischen oder pädagogischen Gründen. In den non-graded classrooms findet ein altersübergreifender Unterricht statt, wobei die Lerngruppe nach ihren Kompetenzständen zu homogenen Lerngruppen zusammengefasst werden.
In Deutschland kann ein jahrgangsgemischter Unterricht aus demografisch und/oder pädagogischen bedingten Gründen stattfinden. Die pädagogische Absicht eines jahrgangsgemischten Unterrichts rückt jedoch immer stärker in die Aktualität.

## Geschichte der jahrgangsgemischten Eingangsstufe
Seit der Vorstellung einer „Schule für alle“, die Comenius im 17. Jahrhundert in seiner Großen Didaktik beschreibt, lag das Bestreben von Schulen darin, Schulklassen zu homogenisieren.
Vorher gab es dieses Bestreben nach einer Homogenisierung nicht, da die Lehrkraft sich in einer bestehenden Lerngruppe immer nur einem Lernenden zuwendete, während alle anderen warteten.
Comenius hat zur Einführung der Jahrgangsklassen beigetragen. Beide Geschlechter sollten gleich stark gebildet werden, und er vereinheitlichte Methode und Organisation der Schulen. Im 18. Jahrhundert wurde die Problematik des Versetzens in das nächste Schuljahr deutlich. In den meisten Fällen geht es nur um wenige Fächer, in denen Lernende geringe Leistungen zeigen. Aufgrund der fehlenden Versetzung einiger Schüler bildet sich trotz der Jahrgangsklassen eine altersheterogene Lerngruppe. Dem wollte August Hermann Francke Anfang des 18. Jahrhunderts entgegenwirken und entwickelte das Fachklassensystem. Jeder Schüler konnte je nach Kenntnis im jeweiligen Fach unabhängig zu anderen Fächern in die angemessene Klasse versetzt werden. Die unterschiedlichen Leistungsfähigkeiten konnten damit berücksichtigt werden. Weil das Fachklassensystem sich nicht durchsetzte, etablierte sich das Jahrgangsklassensystem Anfang des 19. Jahrhunderts, dem zuerst nur Gymnasien folgten. Über das 19. Jahrhundert hinweg zogen die Volksschulen nach. Nur kleine Schulen auf dem Land haben aufgrund geringer Klassenstärken altersunterschiedliche Jahrgangsstufen gemeinsam unterrichtet.
Reformschulen haben im ersten Drittel des 20. Jahrhunderts angefangen, die Jahrgangsklassen aufzubrechen und jahrgangsgemischten Unterricht anzubieten. Die Reformpädagogik nach Maria Montessori ist nur ein Beispiel der reformpädagogischen Lernkonzepte, die das jahrgangsübergreifende Lernen beinhaltet. Viele Regelschulen ziehen nach und bieten länderabhängig jahrgangsübergreifenden Unterricht an. Vor allem wird das jahrgangsübergreifende Unterrichten in der Schuleingangsphase (Klasse 1 und 2) eingeführt.
Bis zum Jahr 2008 haben alle Länder, bis auf das Saarland, Maßnahmen ergriffen, die das Einführen von jahrgangsübergreifenden Eingangsstufen ermöglichen. 12 der 16 Bundesländer Deutschlands sahen nach Berthold (2008) die Schuleingangsphase unter unterschiedlicher Bezeichnung und mit unterschiedlichem Verpflichtungsgrad vor.

## Chancen
Die Einführung der jahrgangsgemischten Eingangsstufe wird durch viele Chancen auf unterschiedlichen Ebenen begründet.
Das jahrgangsübergreifende Unterrichten in der altersgemischten Eingangsstufe soll vor allem das gegenseitige Helfen den Schülern untereinander unterstützen. Die neu eingeschulten Kinder haben die Möglichkeit von den älteren Kindern zu lernen, welche Regeln in der Klasse oder in der Schule gelten. Gruppenneulinge kommen in ein bestehendes Netz an Regeln, Ritualen und Arbeitsweisen, dessen Erlernung durch die älteren Kinder unterstützt wird. Ebenfalls kann durch das gegenseitige Helfen im Unterricht das bereits erworbene Wissen, welches das eine Kind dem anderen Kind erklärt, gefestigt werden. Laut Hesse können Kinder einander häufig die zu lernenden Inhalte verständlicher bzw. zugänglicher machen, da sie zur Erklärung eine kindliche Sprache verwenden und auf die Erläuterungen aus erwachsener Sicht verzichten. Zwischen den zwei Kindern existiert eine geringere Distanz, als zu einer Lehrkraft, weswegen die Hemmschwelle auf z. B. Rückfragen geringer ist. Die zugesprochene Verantwortung des erklärenden Kindes kann zusätzlich das Selbstvertrauen und persönliche Kompetenzen stärken.
Eine weitere Chance einer jahrgangsgemischten Lerngruppe ist, nach Laging, dass die Kinder verstärkt die Differenz in der Klasse wahrnehmen und lernen, dass Unterschiedlichkeit unter anderen normal sei. Es findet eine dauerhafte Kommunikation zwischen den Älteren und den Jüngeren statt, die ein Umgang miteinander anregt. Dadurch, dass die Kinder die Unterschiedlichkeit wahrnehmen, soll die Konkurrenz und der Leistungsdruck verringert werden. Die Leistungen der Kinder werden nicht an vorgegebenen Klassenzielen gemessen, sondern individuell gewertet. Beschäftigt sich eine verstärkt heterogene Gruppe mit einem Thema ermöglicht es zusätzlich einen Austausch verschiedener Deutungsmuster, Sicht- und Zugangsweisen. So können eigene Sichtweisen durch neue und andersartige erweitert werden.
Den Schülern sollen durch die jahrgangsgemischte Eingangsstufe, welche individuell in 1–3 Jahren absolviert werden kann, und das enge Zusammenarbeiten mit Kindergärten ein fließender Übergang zwischen Kindergarten und Schule geboten werden.
Laging betont eine weitere Chance für die jahrgangsgemischte Eingangsstufe. Er spricht davon, dass viele Kinder unter einem hohen Erwartungsdruck von den Eltern, der Schule und sich selbst stünden. Dadurch hätten einige Kinder Versagensängste, die nicht ohne negative Wirkung auf die Identität und schulische Leistungen bleiben würden. Eine mögliche Folge ist das Sitzenbleiben. In der Gesellschaft wird dies häufig mit sozialer Abwertung und negativer Etikettierung verurteilt. Auch die Schüler selbst nehmen eine negative Haltung gegenüber der Schule und ihren eigenen Leistungen ein. Laut Laging kann dem, mithilfe der jahrgangsübergreifenden Klassen entgegengesteuert werden. In einer altersgemischten Gruppe (z. B. Klasse 1 und 2) gibt es kein Wiederholen eines Schuljahres, da es auch keine Versetzung in eine neue Klasse gibt. Die Schüler werden nicht zurückgestuft, sondern bleiben lediglich ein Jahr länger in ihrer alten Lerngruppe, welche sich ohnehin jährlich um die Hälfte der Schüler verändert. Eine Versetzung kann nur in eine nächsthöhere altersgemischte Lerngruppe erfolgen, wenn dies von Seiten der Lehrkräfte und Eltern als sinnvoll erachtet wird.

## Grenzen
Das Konzept einer jahrgangsgemischten Eingangsstufe beherbergt nicht nur Chancen für das Lehren und Lernen an deutschen Grundschulen, sondern auch Grenzen.
Zum einen bestehen Grenzen auf einer sozialerzieherischen Ebene. Innerhalb einer jahrgangsgemischten Eingangsstufe gibt es eine höhere Fluktuation als in Jahrgangsklassen. Laut Wagener kann so eine gemeinsame Entwicklung der Schüler in einer Klasse durch die jährlichen Zu- und Abgänge behindert werden. Dadurch kann eine allgemeine Unruhe innerhalb der Lerngruppe ausgelöst und die Persönlichkeitsbildung verringert werden.
Die neueingeschulten Kinder stehen unter einer besonderen Herausforderung. Diese müssen nicht nur Beziehungen zu gleichaltrigen, sondern auch zu älteren Schüler aufbauen, was durch die schon bestehende Gruppenbeziehung der Älteren erschwert werden kann.
Auf der didaktisch-methodischen Ebene zeigen sich ebenfalls einige Grenzen einer jahrgangsgemischten Eingangsstufe. Viele Lehrkräfte im deutschen Raum sind noch kaum zu dem Themenkomplex jahrgangsübergreifendes Lehren und Lernen fortgebildet. Durch die geringe Erfahrung, geringe Fortbildung und erhöhte Differenzierung der Unterrichtsinhalte kann eine höhere Arbeitsbelastung und Überforderung seitens der Lehrkräfte entstehen.
Ein weiterer Kritikpunkt bezieht sich auf die potenzielle Überforderung seitens der Schüler. In altersgemischten Klassen werden häufig Lernlandschaften dargeboten, welche frei zugängliche Materialien haben, Themenecken mit unterschiedlichen Lernanforderungen, individuell bearbeitbare Wochen- oder Projektpläne usw. Diese Gestaltung lässt den Schülern die Freiheit sich eigenständig mit Themen und Problemstellungen auseinanderzusetzen. Hinz und Sommerfeld sehen in der Hinsicht ein Problem damit, dass noch nicht alle Schüler damit angemessen umgehen können. Kinder, welche zum Lernen eine feste Unterrichtstruktur benötigen, können mit der gegebenen Freiheit in einem jahrgangsgemischten Unterricht überfordert werden.
Zusätzlich führen Hinz und Sommerfeld den Kritikpunkt hinzu, dass es an vielen deutschen (Grund-)Schulen an finanziellen Mitteln fehle, um angemessene Lernmaterialien bereitzustellen. Ebenfalls fehle es häufig an Räumlichkeiten, um eine Lernumgebung für Jahrgangsmischung angemessen gestalten zu können.

## Zusammenfassung
Die vorangegangenen Punkte zeigen, dass die Grenzen einer jahrgangsgemischten Eingangsstufe vor allen Dingen auf die schulischen Rahmenbedingungen Bezug nehmen. Viele Lehrkräfte seien noch nicht ausreichend in dem jahrgangsübergreifenden Themenkomplex fortgebildet und hätten somit eine erhöhte Anforderung allen Schülern in der jahrgangsgemischten Lerngruppe gerecht zu werden. Zusätzlich würden Gelder an Schulen fehlen, die das angemessene Gestalten einer jahrgangsgemischten Lernumgebung ermöglichen.
Die Chancen liegen, wie die vorangegangenen Punkte zeigen, tendenziell auf der pädagogischen Begründung. Die Schüler könnten von dem gegenseitigen Helfen unter Mitschülern profitieren und ihre sozialen Kompetenzen und ihr Selbstvertrauen stärken. Zusätzlich würden die Schüler die Vielfalt innerhalb einer Klasse verstärkt wahrnehmen und lernen, dass Differenzen innerhalb einer Gruppe normal sind.